# Иллюстрация (1858—1863)
«Иллюстрация» (1858—1863) — российский журнал.

## История
Журнал «Иллюстрация. Всемирное обозрение» выходил в Петербурге в 1858—1863 годах. С 1861 года — «Иллюстрация. Еженедельное обозрение».
В 1863 году, после слияния с «Иллюстрированным листком», выходил под названием «Иллюстрированная газета».

### Редакторы
- В. Р. Зотов (по 1861 год),
- Н. С. Курочкин (с № 183 (1861 год) по № 206 (1862 год)),
- А. О. Бауман (с № 207 (1862 год) до конца 1862 года),
- П. М. Цейдлер (в 1863 году).

### Авторы
Большинство статей для журнала «Иллюстрация» писал В. Р. Зотов.
Кроме него печатались В. Г. Бенедиктов, В. В. Крестовский, Д. Д. Минаев, М. Л. Михайлов, И. Р. Ховен, И. Ф. Щербина, П. М. Шпилевский, В. И. Савинов.
В период редактирования журнала Н. С. Курочкиным в нём принимал участие и В. С. Курочкин.

## Содержимое
Издание, иллюстрированное карикатурами (преимущественно на нерадивых хозяек и т. п.).
В 1858 году в № 35 журнале «Иллюстрация» была помещена откровенно антисемитская статья В. Р. Зотова (подписана псевдонимом «Знакомый человек»), в которой он возражал против идеи расширения гражданских прав евреев. Эта статья вызвала широкую журнальную полемику, захватившую многие газеты и журналы, послужила причиной публичного протеста более полутораста петербургских и московских литераторов.